# One of Us (serie televisiva)
One of Us è una miniserie televisiva britannica creata e scritta da Harry e Jack Williams per la BBC. È andata in onda in patria dal 23 agosto al 13 settembre 2016 su BBC One. È stata distribuita a livello internazionale da Netflix il 30 gennaio 2018. Inoltre, in Italia, verrà trasmessa anche in chiaro da Giallo l'8 e 9 settembre 2019.
Originariamente intitolata Retribution, la miniserie ha ricevuto il maggior numero di nomination in confronto ad ogni produzione televisiva agli Scottish Royal Television Society Awards del 2017, e l'attrice Juliet Stevenson ha ricevuto una nomination al BAFTA scozzese per il suo lavoro nella miniserie.

## Trama
La storia inizia con Adam Elliot e Grace Douglas, innamorati fin dall'infanzia, che tornano a casa dalla luna di miele e vengono trovati brutalmente uccisi. Le loro famiglie ed i loro vicini del remoto villaggio di Braeston nelle Highlands scozzesi sono devastati, ma le cose diventano più cupe quando un uomo gravemente ferito arriva a casa di una delle famiglie dopo che la sua auto è andata fuori strada - l'uomo sembra essere proprio l'assassino.

## Personaggi e interpreti
- Louise Elliot, interpretata da Juliet Stevenson
- Clare Elliot, interpretata da Joanna Vanderham
- Juliet Wallace, interpretata da Laura Fraser